# Русаков, Яков Давидович
Я́ков Дави́дович Русако́в (8 ноября 1934, Киев — 1988, Омск) — советский шахматист, мастер спорта СССР (1960), международный мастер ИКЧФ (1986).

## Биография
Родился в Киеве. После начала Великой Отечественной войны вместе с семьей был эвакуирован в Омск. Окончил с медалью среднюю школу № 19, затем с отличием Омский политехнический институт. Работал инженером на Омском моторостроительном заводе им. П. И. Баранова.
С 1945 г. занимался в шахматной секции Омского дворца пионеров (руководитель секции — К. Т. Исаков).
В составе сборной Омской области победитель командного первенства РСФСР 1962 г.
Серебряный призер чемпионата РСФСР 1973 г.: поделил в 1—2 места с В. С. Коренским и проиграл дополнительный матч.
Неоднократный участник и призер чемпионатов ДСО «Труд».
Неоднократный чемпион Омской области.
Участник чемпионатов СССР по переписке и командных чемпионатов СССР по переписке.
Участник 3/4 финала 13-го чемпионата мира по переписке (1984—1989 гг.).
В составе сборной СССР участник полуфинала 10-го командного чемпионата мира по переписке.
Похоронен на Северо-Восточном кладбище.
С 1989 г. в Омске проводятся мемориалы Русакова. Также его памяти был посвящен турнир по электронной почте, проведенный РАЗШ в 1998—2000 гг.

## Тренерская работа
Много работал с молодыми перспективными шахматистами. Среди учеников Русакова международные гроссмейстеры М. А. Макаров,  Г. Н. Струтинская, К. Ю. Ланда, мастер спорта СССР С. В. Иваненко.

## Спортивные результаты
| Год                       | Город                                                                | Соревнование                                                         | + | − | =  | Результат | Место             |
| ------------------------- | -------------------------------------------------------------------- | -------------------------------------------------------------------- | - | - | -- | --------- | ----------------- |
| 1960                      | Кисловодск                                                           | Чемпионат ЦС ДСО «Труд»                                              |   |   |    |           | [ 14 ]            |
| 1962                      | Ростов-на-Дону                                                       | Командное первенство РСФСР                                           |   |   |    |           | Команда — чемпион |
| 1963                      | Челябинск                                                            | Чемпионат РСФСР                                                      | 3 | 1 | 13 | 9½ из 17  | 6—7               |
| 1966                      | Саратов                                                              | Чемпионат РСФСР                                                      | 3 | 0 | 16 | 11 из 19  | 5                 |
|                           | Вильнюс                                                              | Полуфинал 34-го чемпионата СССР                                      |   |   |    | 10 из 17  | 4—7               |
| 1973                      | Омск                                                                 | Чемпионат РСФСР                                                      |   |   |    | 10 из 15  | 1—2               |
| 1976                      | Новосибирск                                                          | Чемпионат РСФСР                                                      |   |   |    |           | [ 18 ]            |
| СОРЕВНОВАНИЯ ПО ПЕРЕПИСКЕ |                                                                      |                                                                      |   |   |    |           |                   |
| 1979—1980                 | 14-й чемпионат СССР                                                  | 14-й чемпионат СССР                                                  | 4 | 1 | 11 | 9½ из 16  | 4—6               |
| 1981—1983                 | 15-й чемпионат СССР                                                  | 15-й чемпионат СССР                                                  | 5 | 4 | 9  | 9½ из 18  | 8—9               |
| 1982—1984                 | Полуфинал 10-го командного чемпионата мира (сборная СССР, 4-я доска) | Полуфинал 10-го командного чемпионата мира (сборная СССР, 4-я доска) |   |   |    |           |                   |
| 1984—1989                 | 3/4 финала 13-го чемпионата мира                                     | 3/4 финала 13-го чемпионата мира                                     | 5 | 5 | 3  | 6½ из 13  | 7                 |
| 1986—1988                 | 17-й чемпионат СССР                                                  | 17-й чемпионат СССР                                                  | 2 | 3 | 9  | 6½ из 14  | 9                 |